# Tengervíz
| A tengervíz sóösszetétele |     |      |
| Só                        | g/l | %    |
| nátrium-klorid            | 35  | 3,4  |
| magnézium-klorid          | 3,8 | 0,37 |
| magnézium-szulfát         | 1,6 | 0,16 |
| kalcium-szulfát           | 1,2 | 0,12 |
| kálium-szulfát            | 0,9 | 0,09 |
| kalcium-karbonát          | 0,1 | 0,01 |

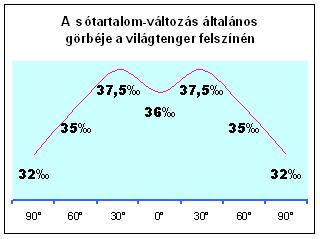
A különböző szélességi körökön elméletileg várható sótartalom a tengervíz felszínén mérve

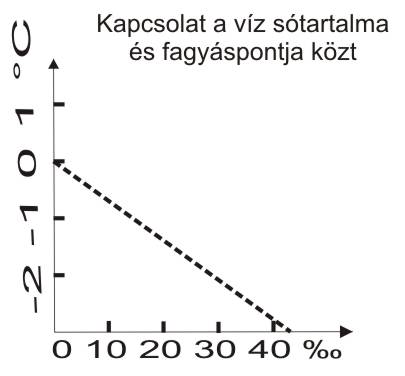
A víz sótartalma és fagyáspontja közti összefüggés

A tengervíz a tengerekből vagy óceánokból származó víz. Legismertebb tulajdonsága az édesvízénél lényegesen magasabb sótartalma. Ez az érték átlagosan 35‰ (3,5%), ami azt jelenti, hogy minden liter tengervízben 35 g só (főként nátrium-klorid) található oldott állapotban. A Balti-tenger sótartalma 0,2 és 2% közötti. Legnagyobb sótartalma a lefolyástalan beltengereknek van. A Holt-tenger sótartalma eléri a 28%-ot. 
Az emberi sejtek között lévő ozmotikus folyadékban a só koncentrációja csak 9‰ (fiziológiás oldat), emiatt a tengervizet ivóvízként az ember nem tudja tartósan használni. A felnőtt ember napi konyhasó-szükséglete normális körülmények között (a mérsékelt égövön) kb. 5 gramm (1 teáskanálnyi). Tehát, ha a fenti érték háromszorosát vesszük, amit a szervezet még fel tud dolgozni, akkor a tengervízből naponta kb. fél litert lehet meginni, a többi vízszükségletet más forrásból, például a magunkkal vitt ivóvíz-tartalékból, egyéb élelmiszerekből (például, gyümölcsökből) vagy esővízből kell fedezni.

## Fizikai tulajdonságai
A tengervíz sűrűsége a felszínen 1,02 és 1,03 g/cm³ között változik. Nagy nyomás alatt, az óceánok mélyén elérheti az 1,05 g/cm³ sűrűséget is.
A pH értéke 7,5 és 8,4 közé esik. A mérések kalibrálása nem egységes, így az eltérés akár 0,14 pH is lehet. Fagyáspontja a sótartalomtól függ, a sótartalom csökkenti. Átlagos sótartalom esetén -2 Celsius-fok körül fagy.
A leghidegebb folyékony állapotú tengervizet 2010-ben jegyezték fel egy antarktiszi áramlatban, -2,6 Celsius-fokos volt. A hangsebesség a tengervízben kb. 1500 m/s. Függ a hőmérséklettől, sótartalomtól és a nyomástól. 
Hővezetési képessége 35g/kg sótartalom esetén 25 Celsius-fokon 0,6 W/mK. A hővezetést a nagyobb sótartalom csökkenti, a nagyobb hőmérséklet növeli.

## Sótartalom
Alexander Marcet 1819-es mérései szerint a sótartalom összetétele független a helytől és a sótartalom arányától. Az anionok közül a leggyakoribb a klorid (55%) és a szulfát (7,7%). A kationok között a leggyakoribb a nátrium, a kalcium (1,2%), a magnézium (3,7%), és a kálium (1,1%). A maradék mennyiség 0,7%-ot tesz ki. A jódtartalomnak köszönhetően a tengerparti népeknél ritkább volt a jódhiány, mint a szárazföld belsejében. A tengervíz ionjai csak a víz elpárolgásával kristályosodnak ki, és oldékonyságuk szerint rétegekben rakódnak le. 
Átlagos sótartalom esetén a tengervíz fagyáspontja -1,9 °C. A sókat az esővíz és az olvadékvíz oldja ki a talajból és a kőzetekből, majd a folyók viszik a tengerbe. A folyók és a tengerek sótartalma közötti különbséget a tengerfenékről beoldódó nátriumsók okozzák. A kloridokat víz alatti vulkánok és hőforrások juttatják a tengerbe.
A sótartalmat növeli a párolgás. A már oldhatatlan fölös só lerakódik a tengerfenéken, vagy a tenger elpárolgásával a szárazföldre kerül. A tektonikus folyamatok egyensúlyban tartják az óceánok súlytartalmát évmilliárdokon át.
A sótartalom eredetét először Edmond Halley magyarázta 1715-ben, de még nem tudott a tengerfenékről bejutó összetevőkről. Továbbá a tengerektől elzárt sós tavak magas sótartalmát a bepárlódással magyarázta. 
A tengerek sótartalma változó. Ahol folyók ömlenek a tengerbe, vagy ahol jéghegyek olvadnak el, ott a sótartalom csökken, A Vörös-tenger a legsósabb nyílt tenger, magas sótartalmának oka az erős párolgás, a kevés beömlő folyó, és a korlátozott áramlás. Tavakban a sótartalom ennél is magasabb lehet.
A tengervíz sótartalma minden édesvíznél nagyobb, de az édesvizek sótartalma is eltér a tengeritől. Például a tengervíz anyagmennyiség szerint körülbelül 2,8-szor annyi bikarbonátot tartalmaz, mint a folyóvíz, viszont az összes ion arányában kevesebb a bikarbonát, mint a folyóvízben. A folyó sótartalmának 48%-át teszi ki a bikarbonát, viszont a tengervízben csak 0,14%-ot képvisel az összes ion között. Ezeket a különbségeket az okozza, hogy a tengervizes oldatokban különböző az oldott anyagok tartózkodási ideje. A nátrium és a klorid sokáig az oldatban marad, míg a kalcium hamarabb kiválik, különösen karbonáttal együtt. A tengervíz átlagos ozmózis nyomása 1000 mOsm/l.

## Beltengerek, sós tavak
A lefolyástalan tavakban feldúsul a sótartalom, így sós beltengerekké válnak. Ez kiugróan magas sótartalmat eredményez, lásd Holt-tenger, Nagy-sóstó 25%, Utah. Más tavakban ez a folyamat lassabb, így a Fertő-tó sótartalma 0,2%. Mivel a tavak sekélyebbek, mint a tengerek, sótartalmuk függ a helytől, vagy időben ingadozik. Emellett a más sós, szikes talajokon kialakuló tavak is sósak lesznek. Ez ritkábban fordul elő, például Vízaknánál.
A tavakban, sós tavakban, beltengerekben oldott sók összetétele különbözik a világtengerekétől. A szulfátokban szegény vizekben feldúsulhat a kalcium. A karbonátokban gazdag tavak kémhatása erősen lúgos, és nátrontavakként emlegetik őket.

## További oldott anyagok
A sók mellett a tengervíz tartalmaz oxigént, szén-dioxidot, és más légköri gázokat. A szén-dioxid feloldásával a tengervíz hozzájárul az üvegházhatás csökkentéséhez, viszont a hőmérséklet emelkedésével egyre kevesebbet képes belőle oldatban tartani. Az oldott szén-dioxid mennyiségének növekedésével a tengervíz pH-ja csökken (a tengerek elsavasodása). A tenger növényei és más fotoszintetizáló lényei ezt a szén-dioxidot használják fel. A tenger élővilága az oldott oxigént lélegzi be.
A tengervíz szerves anyagokat is oldatban tart. Ezek egy része természetes forrásból származik, más része viszont mesterséges eredetű, és szennyeződéssel került a vízbe. A szűretlen tengervíz szuszpenzióként apró részecskéket, továbbá növényi és állati planktont tartalmaz.

## Tengervízből édesvíz
Habár kis mennyiségű tengervíz fogyasztása nem káros, az ember szervezete nem tudja pótolni belőle vízszükségletét, mivel ahhoz, hogy kiválassza belőle a sót, több vizet kell felhasználnia, mint amit belőle nyerhet. A kiválasztó szervrendszer pontosan szabályozza a test sótartalmát.
A vese által kiválasztott legtöményebb vizelet sótartalma 2%, ami jóval kisebb, mint a tengervíz tipikus sótartalma, így nem előnyös tengervizet inni, ha nem áll rendelkezésre még több édesvíz. A túl sok tengervíz fogyasztásából bejutott sót a vese nem tudja kiválasztani, így a vér sótartalma megnő, ami vizet von el a sejtektől, és a túlzott nátriumszint verseng az idegrendszer jeleivel, aritmiát és nem epilepsziás rohamokat váltva ki.
A túlélési kézikönyvek azt javasolják, hogy ne igyunk tengervizet.  163 mentőcsónak utasainak adatait összegezve adódott, hogy akik tengervizet ittak, azok 39%-a meghalt, míg a többieknek csak 3%-a halt meg. Patkánykísérletekkel megerősítették, hogy a tengervíz fogyasztása rosszabb, mint a szomjazás. A legnagyobb kísértés a tengerészeket fenyegeti, akiknek takarékoskodniuk kell a vízzel, mert nem tudnak elég esővizet felfogni. Samuel Taylor Coleridge megírta a tengerész frusztrációját, hogy mindenütt sok a víz, de nem iható.
Habár az ember csak tengervízen nem tud túlélni, néhányan azt állítják, hogy napi két pohárig, 2:3 arányban édesvízzel keverve, nem károsítja az egészséget.  Alain Bombard francia orvos egy kis hajóban utazott az óceánon, és főként friss nyers halon, egy kevés tengervízen és más, a tengerből származó készleteken  élte túl az utazást. Thor Heyerdahl az 1948-ban megjelent  Kon-Tiki című könyvében leírta, hogy 2:3 arányban keverte a tengervizet és az édesvizet az 1947-es expedíción.  Néhány évvel később William Willis 70 napot élt túl úgy, hogy napi két pohár tengervizet és egy pohár édesvizet ivott, miután elvesztette vízkészlete egy részét.
Richard Russell a 18. században hasonló gyakorlatot javasolt bizonyos betegségek kezelésére az Egyesült Királyságban.  René Quinton a 20. századi Franciaországban szintén bevezette a kétféle víz keverékének itatását gyógyászati céllal. Ma már más országokban, így Nicaraguában is használják a módszert.
Többféle eljárás létezik a tengervíz ihatóvá tételére. Lényegük, hogy annyi oldott anyagot távolítanak el, hogy a víz ihatóvá váljon. A gazdagabb, forró éghajlatú országokban alkalmazzák ezt a módszert. A legtöbb óceánjárón is készítenek iható vizet tengervízből desztillációval, vagy újabban fordított ozmózissal. A kora újkorban a desztilláció kidolgozása után a nagyobb legénységű hajók konyháit felszerelték desztilláló berendezéssel.
Az emberrel szemben a tengerek élővilága, így halak, hüllők, madarak és emlősök is alkalmazkodtak a körülményekhez, és képesek meginni a tengervizet. A sivatagi állatokhoz hasonlóan az ő vizeletük is sűrű.

## Szabvány
Az ASTM International nemzetközi szabványa a mesterséges tengervízre: ASTM D1141-98 (Original Standard ASTM D1141-52). Ezt laboratóriumi kutatásokhoz használják, például korrózió teszteléséhez, olajszennyezések megfigyeléséhez és a tisztítás lehetőségeinek felméréséhez.

## Emberi hatások
A globális óceáni geokémiára hatással vannak az emberiség által okozott nagyméretű hatások, mint a globális felmelegedés, a szén-dioxid szintjének növekedése, valamint a szennyezés. A fő irányok a savasodás, az oldott oxigén arányának csökkenése, a parti nitrogénszint növekedése, szerves és szervetlen szennyeződések (például higany) bejutása. Mindezek nagyrészt az üzemanyag-fogyasztással, a műtrágyázással és az ipari termeléssel függnek össze, közvetve vagy közvetlenül. Az előrejelzések szerint a szennyezés egyre jobban nőni fog a következő évtizedekben, ami károsítja az óceánok élővilágát és minden más tengeri erőforrást.

## Fordítás
- Ez a szócikk részben vagy egészben  a   Meerwasser című német Wikipédia-szócikk fordításán alapul.  Az eredeti cikk szerkesztőit annak laptörténete sorolja fel. Ez a jelzés csupán a megfogalmazás eredetét és a szerzői jogokat jelzi, nem szolgál a cikkben szereplő információk forrásmegjelöléseként.
- Ez a szócikk részben vagy egészben  a   Seawater című angol Wikipédia-szócikk fordításán alapul.  Az eredeti cikk szerkesztőit annak laptörténete sorolja fel. Ez a jelzés csupán a megfogalmazás eredetét és a szerzői jogokat jelzi, nem szolgál a cikkben szereplő információk forrásmegjelöléseként.